# Лиллестрём
Ли́ллестрём (норв. Lillestrøm) — город в норвежской губернии (фюльке) Акерсхус, расположенный в 18 км от Осло.
Название города переводится как «маленький ручей, ручеёк» и аналогично наименованию протекающей в данной местности реки.

## История
История города восходит к временам начала сплава по реке леса для использования в производстве строительных материалов. Позже в Лиллестрёме была создана собственная лесопилка, чем была заложена основа для развития района, на территории которого затем и вырос город. Этот район, по большому счету, в то время считался почти непригодными для жилья, так как болотный мох охватывал всю его территорию. Тем не менее, рабочие начали селиться в районе вокруг лесопилки, заложив Лиллестрём.
1 января 1908 Лиллестрём был отделен от Шедсму. В то время в городе проживал 4351 человек. С 1 января 1962 года два района были объединены под названием Шедсму.
В 1997 году Лиллестрём снова обрёл самостоятельность. С тех пор, здесь проводится ежегодный День города и ярмарка. Данные мероприятия проходят на главной улице, а также прилегающих улицах, которые по этому случаю закрываются для движения транспорта.
В 2002 году Норвежская ярмарка переехала из Skøyen в Лиллестрём.
В городе расположены гостиницы, кинотеатр, торговый центр, рестораны, культурный центр, бассейн. Число занятых в экономической деятельности составляет около 20 тыс. человек.

## Транспорт

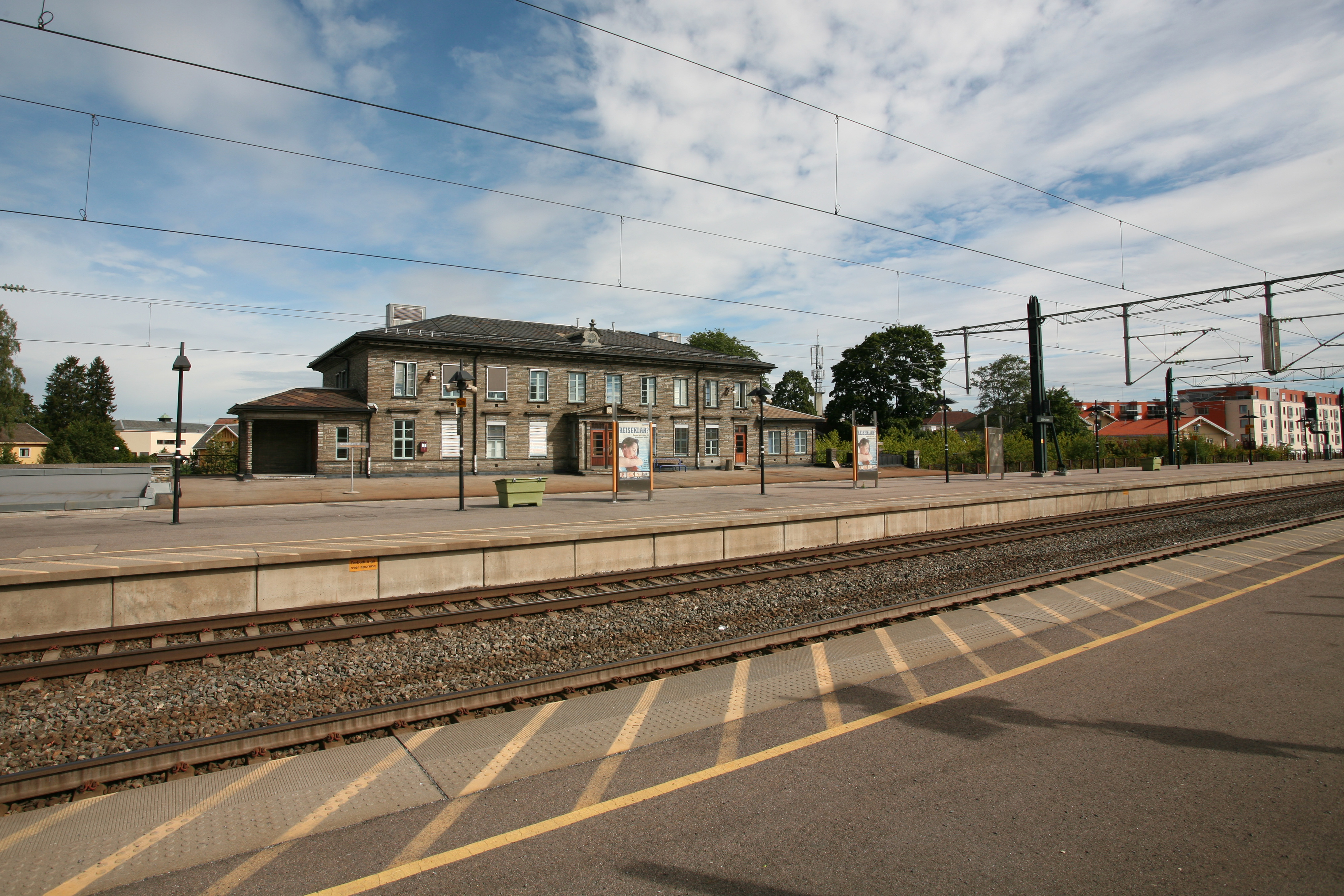

Железнодорожная станция Лиллестрём была построена в 1854 году как пункт первой норвежской железнодорожной линии между Осло и Эйдсфоле. В 1862 году железнодорожная станция была перенесена через реку Шедсмо. В настоящее время между Лиллестрёмом и Осло курсирует высокоскоростной пригородный поезд. На таком же поезде можно добраться в аэропорт Gardermoen. Недалеко от города расположен военный аэропорт.

## Образование
В городе находятся две школы — базовая и средняя. Есть две высшие школы, одна из которых реализует международные бакалавр-программы. Также здесь располагаются несколько научно-исследовательских институтов.

## Спорт
Местная футбольная команда — «Лиллестрём» играет в норвежской Премьер-лиге. Её домашний стадион носит название «Åråsen».
Стадион Лиллестрёма известен тем, что он был местом хоккейных поединков на зимних Олимпийских играх 1952. В городе расположены также две крытые арены, одна из которых имеет многоцелевое назначение («Скёдсмохаллен»), а вторая («ЛСК-Галлен»)предназначена для футбольных матчей. В 2007 году в рамках сотрудничества между муниципалитетами Шедсмо, Рёлинген и Лёренскуг была построена арена для проведения соревнований по легкой атлетике.
Местный легкоатлетический клуб «Минерва» представляют такие спортсмены как Ханне Хаугланд и Хокон Сёрнблом.
В норвежской Лиге регби выступает клуб Lions RLK.